# Jatiwangi (Asakota)
Jatiwangi is een bestuurslaag in het regentschap Bima van de provincie West-Nusa Tenggara, Indonesië. Jatiwangi telt 9052 inwoners (volkstelling 2010).